# Mistrzostwa Świata w Lekkoatletyce 2015 – trójskok mężczyzn
Trójskok mężczyzn – jedna z konkurencji rozegranych podczas lekkoatletycznych mistrzostw świata w Pekinie.
W mistrzostwach nie wystartował obrońca tytułu mistrzowskiego, Francuz Teddy Tamgho.

## Terminarz
| Data        | Godzina |            |
| ----------- | ------- | ---------- |
| 26 sierpnia | 10:00   | Eliminacje |
| 27 sierpnia | 19:10   | Finał      |

## Rekordy
Tabela prezentuje rekord świata, rekordy poszczególnych kontynentów, mistrzostw świata, a także najlepszy rezultat na świecie w sezonie 2015 przed rozpoczęciem mistrzostw.
|                            | Zawodnik         | Wynik | Miejsce     | Data                      |
| -------------------------- | ---------------- | ----- | ----------- | ------------------------- |
| Rekord świata              | Jonathan Edwards | 18,29 | Göteborg    | 7 sierpnia 1995(dts)      |
| Listy światowe             | Pedro Pichardo   | 18,08 | Hawana      | 28 maja 2015(dts)         |
| Rekord mistrzostw świata   | Jonathan Edwards | 18,29 | Göteborg    | 7 sierpnia 1995(dts)      |
| Rekord Afryki              | Tarik Bouguetaïb | 17,37 | Al-Chamisat | 14 lipca 2007(dts)        |
| Rekord Azji                | Li Yanxi         | 17,59 | Jinan       | 26 października 2009(dts) |
| Rekord Ameryki Północnej   | Kenny Harrison   | 18,09 | Atlanta     | 27 lipca 1996(dts)        |
| Rekord Ameryki Południowej | Jadel Gregório   | 17,90 | Belém       | 20 maja 2007(dts)         |
| Rekord Europy              | Jonathan Edwards | 18,29 | Göteborg    | 7 sierpnia 1995(dts)      |
| Rekord Australii i Oceanii | Ken Lorraway     | 17,46 | Londyn      | 7 sierpnia 1982(dts)      |

## Minima kwalifikacyjne
Aby zakwalifikować się do mistrzostw, należało wypełnić minimum kwalifikacyjne wynoszące 16,90 (uzyskane w okresie od 1 października 2014 do 10 sierpnia 2015), z uwagi na małą liczbę zawodników z minimum, kolejnych lekkoatletów zaproszono do występu w mistrzostwach na podstawie lokat na listach światowych.

## Rezultaty

### Eliminacje
| Poz. | Grupa | Zawodnik               | Reprezentacja            | Próby | Próby | Próby | Wynik | Uwagi |
| Poz. | Grupa | Zawodnik               | Reprezentacja            | 1     | 2     | 3     | Wynik | Uwagi |
| ---- | ----- | ---------------------- | ------------------------ | ----- | ----- | ----- | ----- | ----- |
| 1.   | A     | Pedro Pichardo         | Kuba                     | 16,94 | X     | 17,43 | 17,43 | Q     |
| 2.   | B     | Christian Taylor       | Stany Zjednoczone        | 16,77 | 17,28 |       | 17,28 | Q     |
| 3.   | A     | Marian Oprea           | Rumunia                  | 17,07 |       |       | 17,07 | Q,    |
| 4.   | A     | Omar Craddock          | Stany Zjednoczone        | 16,69 | 17,01 |       | 17,01 | Q     |
| 5.   | B     | Nelson Évora           | Portugalia               | x     | 16,68 | 17,01 | 17,01 | Q     |
| 6.   | A     | Dmitrij Sorokin        | Rosja                    | 16,99 | x     | -     | 16,99 | q     |
| 7.   | B     | Lukman Adams           | Rosja                    | x     | 16,85 | 16,50 | 16,85 | q     |
| 8.   | B     | Benjamin Compaoré      | Francja                  | x     | x     | 16,82 | 16,82 | q     |
| 9.   | A     | Jonathan Drack         | Mauritius                | 16,79 | 13,28 | x     | 16,79 | q     |
| 10.  | B     | Godfrey Khotso Mokoena | Południowa Afryka        | 16,78 | x     | 16,78 | 16,78 | q     |
| 11.  | A     | Tosin Oke              | Nigeria                  | x     | 14,70 | 16,74 | 16,74 | q     |
| 12.  | B     | Leevan Sands           | Bahamy                   | 16,60 | 16,69 | 16,73 | 16,73 | q     |
| 13.  | B     | Marquis Dendy          | Stany Zjednoczone        | 14,36 | 16,73 | 16,32 | 16,73 |       |
| 14.  | A     | Kim Deok-hyeon         | Korea Południowa         | 16,57 | 16,57 | 16,72 | 16,72 |       |
| 15.  | A     | Cao Shuo               | Chińska Republika Ludowa | 16,66 | 16,66 | 16,51 | 16,66 |       |
| 16.  | A     | Georgi Conow           | Bułgaria                 | x     | x     | 16,59 | 16,59 |       |
| 17.  | B     | Rumen Dimitrow         | Bułgaria                 | x     | 16,53 | 16,19 | 16,53 |       |
| 18.  | B     | Dong Bin               | Chińska Republika Ludowa | 16,44 | x     | x     | 16,44 |       |
| 19.  | A     | Will Claye             | Stany Zjednoczone        | x     | 15,73 | 16,41 | 16,41 |       |
| 20.  | B     | Pablo Torrijos         | Hiszpania                | 15,85 | 15,73 | 16,32 | 16,32 |       |
| 21.  | B     | Yordanis Durañona      | Dominika                 | x     | 16,12 | 16,27 | 16,27 |       |
| 22.  | A     | Samyr Lainé            | Haiti                    | 16,23 | 16,15 | 16,12 | 16,23 |       |
| 23.  | A     | Latario Collie-Minns   | Bahamy                   | 16,10 | x     | 16,21 | 16,21 |       |
| 24.  | A     | Xu Xiaolong            | Chińska Republika Ludowa | 15,97 | 16,19 | x     | 16,19 |       |
| 25.  | B     | Roman Walijew          | Kazachstan               | x     | x     | 16,04 | 16,04 |       |
| 26.  | A     | Jean-Cassimiro Rosa    | Brazylia                 | 15,97 | x     | 15,75 | 15,97 |       |
| 27.  | B     | Muhd Hakimi Ismail     | Malezja                  | 15,72 | 15,93 | x     | 15,93 |       |
| 28 ! | B     | Fabrice Zango Hugues   | Burkina Faso             | x     | x     | x     | NM    |       |

### Finał
| Poz. | Zawodnik               | Reprezentacja     | Próby | Próby | Próby | Próby | Próby | Próby | Wynik | Uwagi   |
| Poz. | Zawodnik               | Reprezentacja     | 1     | 2     | 3     | 4     | 5     | 6     | Wynik | Uwagi   |
| ---- | ---------------------- | ----------------- | ----- | ----- | ----- | ----- | ----- | ----- | ----- | ------- |
| 01 ! | Christian Taylor       | Stany Zjednoczone | 16,85 | 17,49 | 17,60 | 17,68 | 17,22 | 18,21 | 18,21 | WL · AM |
| 02 ! | Pedro Pichardo         | Kuba              | 17,52 | 17,44 | 17,60 | 17,33 | 17,52 | 17,73 | 17,73 |         |
| 03 ! | Nelson Évora           | Portugalia        | 17,28 | x     | 17,29 | x     | x     | 17,52 | 17,52 | SB      |
| 4.   | Omar Craddock          | Stany Zjednoczone | 17,14 | 17,08 | x     | 17,14 | 17,37 | 16,50 | 17,37 |         |
| 5.   | Lukman Adams           | Rosja             | x     | 17,12 | 17,28 | x     | 17,21 | 17,23 | 17,28 |         |
| 6.   | Marian Oprea           | Rumunia           | 17,06 | 16,23 | -     | -     | -     | x     | 17,06 |         |
| 7.   | Dmitrij Sorokin        | Rosja             | 16,99 | 16,38 | x     | x     | x     | x     | 16,99 |         |
| 8.   | Tosin Oke              | Nigeria           | 16,77 | x     | 16,81 | x     | x     | x     | 16,81 |         |
| 9.   | Godfrey Khotso Mokoena | Południowa Afryka | 16,57 | 16,76 | 16,81 |       |       |       | 16,81 |         |
| 10.  | Leevan Sands           | Bahamy            | 16,88 | x     | 16,47 |       |       |       | 16,88 |         |
| 11.  | Jonathan Drack         | Mauritius         | x     | 16,15 | 16,64 |       |       |       | 16,64 |         |
| 12.  | Benjamin Compaoré      | Francja           | x     | x     | 16,63 |       |       |       | 16,63 |         |